# 安別站

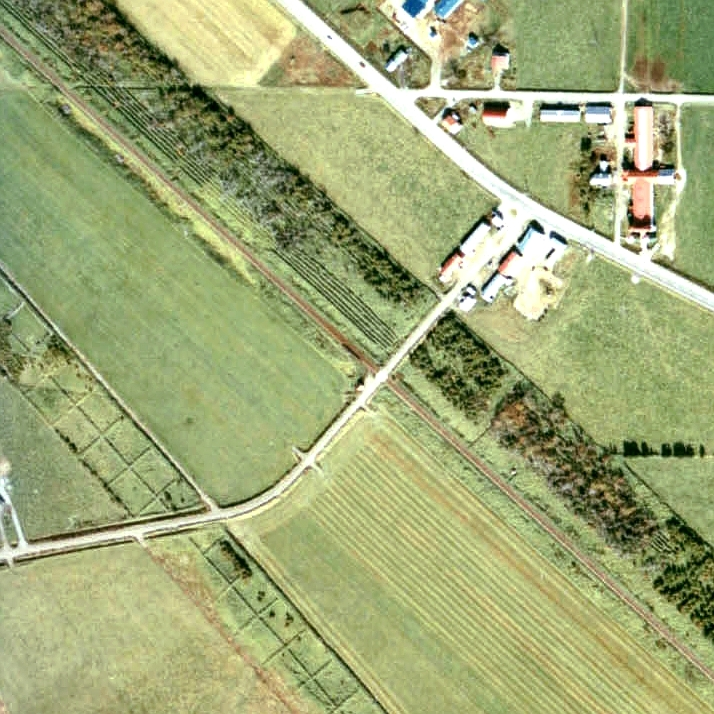
1977年的安別臨時乘降場與方圓約500米範圍。左上方為南稚內方向。周邊設有防風雪林覆蓋。左邊設有名為Pun沼的沼澤，下方邊庫查羅湖的小沼北岸，右上方為奶農地帶和設有一些民居。在濱頓別一方的平交道中，路軌左邊設有月台。在一個藍色橢圓形物體於平交道旁邊，該處為候車室。{国土航空写真}}

安别站（日语：／ Yasubetsu eki */?）是位於北海道枝幸郡濱頓別町字安別，北海道旅客鐵道（JR北海道）的天北線車站（廢站）。隨著天北線廢線，車站在1989年（平成元年）5月1日廢除。

## 歷史
- 1956年（昭和31年）11月19日 - 日本國有鐵道（國鐵）北見線安別臨時乘降場（由局（日语：鉄道管理局）設定）啟用[1]。
- 1961年（昭和36年）4月1日 - 路線名稱改為天北線，成為該線上的臨時乘降場。
- 1980年（昭和55年）5月19日 - 此臨時乘降場附近發生火災，火勢漫延至民居，此臨時乘降場和周邊的防雪林都受到波及（在此火災中，6班普通列車暫停服務）。
- 1987年（昭和62年）4月1日 - 伴隨國鐵分割民營化，車站由北海道旅客鐵道（JR北海道）營運[1]。同日升級至車站，成為安別站[1]。
- 1989年（平成元年）5月1日 - 天北線全線廢除，此站也廢除[1]。

## 車站構造
截至車站廢除前，車站是一座地面車站，設有1面1線的單式月台。月台位於路軌西邊（南稚內方向的列車會開啟左邊車門）。
由於車站原自臨時乘降場，因此此站是無人車站。此站沒有車站大樓，只有砌塊建成的候車室。

## 站名的由來
車站名稱取自地名。地名在阿伊努語為「ヤㇲペッ（yas-pet）」，其意思為「使用網·河」，或是「ヤウㇱペッ」，其意思為「網·一直使用·河」。

## 車站周邊
車站周邊設有廣寬的草地和荒野。
- 北海道道710號淺茅野台地濱頓別線
- 國道238號（日语：国道238号）（鄂霍次克線）
- Pon沼[4] - 帆船滑雪場之一。
- 宗谷巴士（日语：宗谷バス）天北宗谷岬線（日语：天北線 (宗谷バス)）「安別」巴士站

## 現況

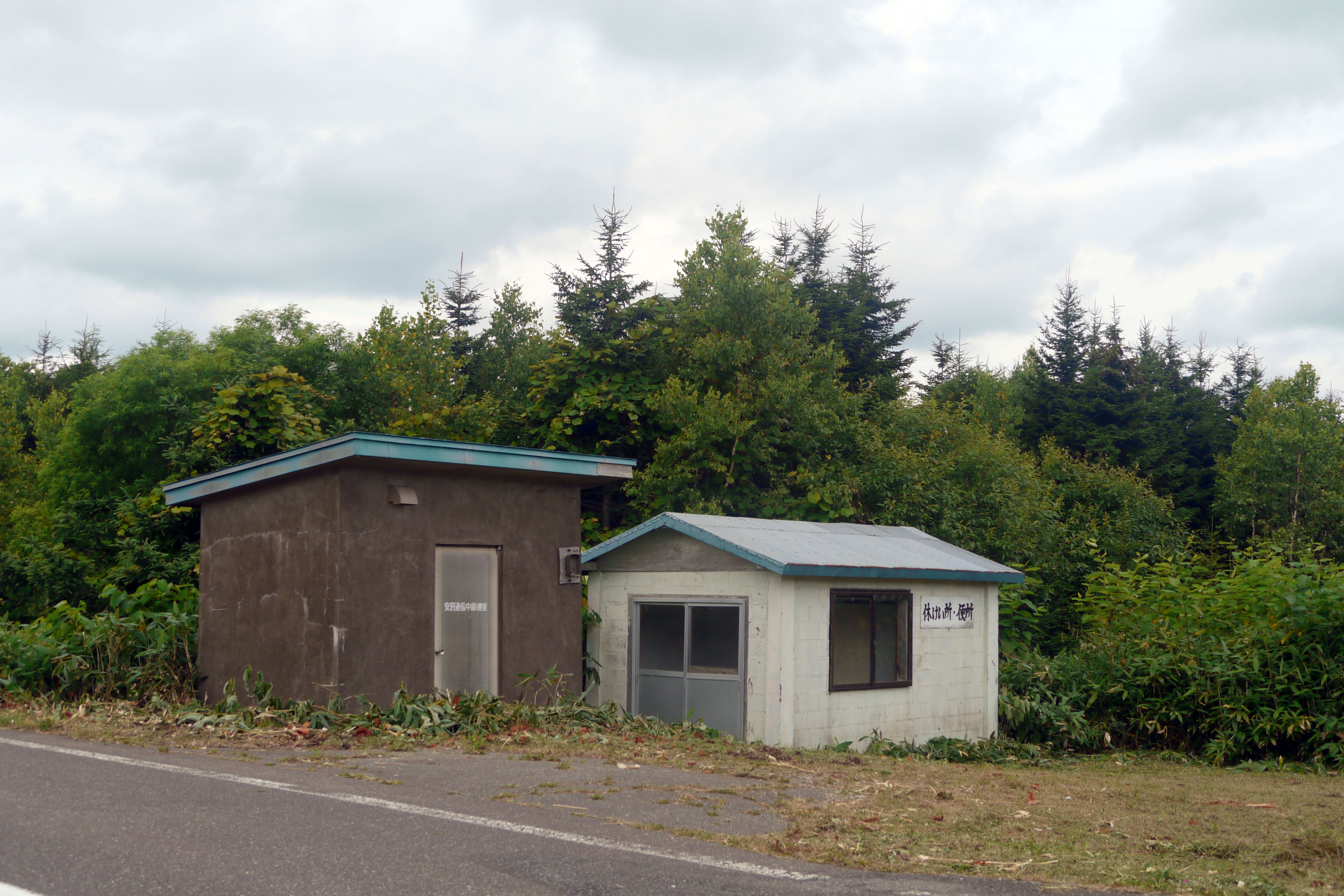
安別站遺址(2011年8月5日)

車站周邊的路軌，從濱頓別站至猿拂站之間建設了「北鄂霍次克單車徑」。
截至2001年（平成13年），在單車徑旁邊還保留了通訊中繼室，車站前候車室變成了騎單車人士的休息站。截至2010年（平成22年）、2011年（平成23年）也是同樣，當中候車室中記載了「休息處、廁所」。

## 相鄰車站
北海道旅客鐵道（JR北海道）
天北線
山輕－安別－飛行場前

## 注腳
1. 1 2 3 4 5 6  石野哲（編）. . JTB. 1998: 906. ISBN 978-4-533-02980-6 （日语）.
2. 1 2 3  宮脇俊三 (编). . JTB Can Books. JTB出版. 2001-7: 40–41. ISBN 978-4533039072 （日语）.
3. ↑  本多 貢. 児玉芳明 , 编. . 札幌市: 北海道新聞社. 1995-01-25: 93  [2018-10-27]. ISBN 4893637606. OCLC 40491505 （日语）.
4. ↑  . 地勢堂. 1980-3: 17 （日语）.
5. ↑  今尾惠介 (编). . JTB出版. 2010-3: 18. ISBN 978-4533078583 （日语）.
6. ↑  本久公洋. . 北海道新聞社. 2011-9: 249–250. ISBN 978-4894536128 （日语）.